# Districtul Tablat
Tablat este un district din provincia Médéa, Algeria.